# Чемпіонат України з легкої атлетики серед молоді 2018
Чемпіонат України з легкої атлетики серед молоді 2018 року був проведений 7-8 липня в Бахмуті на стадіоні «Металург».
Протягом 2018 року в різних містах України також були проведені чемпіонати України в окремих дисциплінах легкої атлетики серед молоді:
- 16-18 лютого — зимовий чемпіонат України з легкоатлетичних метань (Мукачево)
- 10-11 березня — зимовий чемпіонат України зі спортивної ходьби (Луцьк)
- 6 травня — чемпіонат України з напівмарафону (Ковель)
- 27 травня — чемпіонат України з гірського бігу (вгору-вниз) (Яремче)
- 16 червня — чемпіонат України з гірського бігу (вгору) (Воловець)
- 16 червня — чемпіонат України зі спортивної ходьби на 20 км (Суми)
- 25-26 червня — чемпіонат України з легкоатлетичних багатоборств (Кропивницький)
- 16 вересня — чемпіонат України з бігу на 10 км (Львів)
- 16 вересня — чемпіонат України з марафону (Дніпро)
- 22-23 вересня — чемпіонат України з естафетного бігу (Черкаси)
- 30 вересня — чемпіонат України з шосейного бігу на 1 милю (Чернівці)
- 20-21 жовтня — чемпіонат України зі спортивної ходьби на 50 км (Івано-Франківськ)
- 26-27 жовтня — чемпіонат України з кросу (Івано-Франківськ)

## Медалісти (U23)

### Чоловіки (U23)
| Дисципліни                | Золото                     | Золото   | Срібло                    | Срібло   | Бронза                  | Бронза   |
| ------------------------- | -------------------------- | -------- | ------------------------- | -------- | ----------------------- | -------- |
| 100 метрів                | Олександр Соколов (Мк)     | 10,55    | Станіслав Коваленко (Днп) | 10,81    | Олександр Зобенко (Чрк) | 10,85    |
| 200 метрів                | Артур Назарук (Лв)         | 21,35    | Олександр Соколов (Мк)    | 21,47    | Максим Кузін (Чрв)      | 21,60    |
| 400 метрів                | Михайло Тютюнников (См)    | 47,77    | Тарас Шинкар (ІФ)         | 48,57    | Федір Савостян (См)     | 48,91    |
| 800 метрів                | Олег Миронець (Чрв)        | 1.51,71  | Дмитро Ковальчук (Кв)     | 1.52,30  | Роман Фесенко (Кв)      | 1.52,78  |
| 1500 метрів               | Антон Грабовський (Рв)     | 3.48,55  | Артем Алфімов (Днц)       | 3.50,33  | Андрій Аліксійчук (Днц) | 3.51,81  |
| 5000 метрів               | Артем Алфімов (Днц)        | 15.01,78 | Віталій Бадун (Квм)       | 15.11,45 | Назарій Чапля (Лв)      | 15.13,74 |
| 10000 метрів              | Михайло Вихренко (Кв)      | 31.45,97 | Віталій Житовоз (Кв)      | 33.20,53 | Дмитро Сідоров (Жт)     | 35.44,31 |
| 110 метрів з бар'єрами    | Богдан Чорномаз (Квм)      | 14,18    | Роман Супрун (Хрк)        | 14,41    | Віктор Солянов (Квм)    | 14,73    |
| 400 метрів з бар'єрами    | Микита Чесак (Днп)         | 52,51    | Дмитро Романюк (Рв)       | 52,69    | Андрій Козик (Рв)       | 53,22    |
| 3000 метрів з перешкодами | Ігор Желем (Лв)            | 9.16,08  | Віталій Бадун (Квм)       | 9.18,70  | Павло Білий (Рв)        | 9.32,68  |
| Стрибки у висоту          | Вадим Кравчук (Лв)         | 2,19 м   | Роман Кузьмінов (Днц)     | 2,10 м   | Сергій Слісенко (Лв)    | 2,05 м   |
| Стрибки з жердиною        | Андрій Дибка (Днц)         | 4,15 м   | Микита Поліщук (Днц)      | 4,00 м   | Ярослав Бублик (Днц)    | 3,80 м   |
| Стрибки у довжину         | Олександр Резанов (Квм)    | 7,23 м   | Сергій Гончаренко (Пл)    | 7,22 м   | Богдан Щибря (Чрк)      | 7,21 м   |
| Потрійний стрибок         | Олександр Малосілов (Днц)  | 16,09 м  | Ігор Гончар (Днц)         | 15,82 м  | Олександр Попко (Днп)   | 15,35 м  |
| Штовхання ядра            | Роман Кокошко (Вн)         | 18,42 м  | Степан Дем'янчук (Лв)     | 17,52 м  | Іван Карюк (Тр)         | 16,93 м  |
| Метання диска             | Іван Поваляшко (См)        | 53,05 м  | Руслан Валітов (Днп)      | 52,77 м  | Дмитро Олексенко (См)   | 51,80 м  |
| Метання молота            | Гліб Піскунов (Хрс)        | 68,92 м  | Данило Федоров (Хрс)      | 59,58 м  | Данило Самороков (Днц)  | 54,43 м  |
| Метання списа             | Олександр Козубський (Квм) | 65,03 м  | Едуард Куриленко (Хрк)    | 61,89 м  | Роман Глушко (Квм)      | 56,98 м  |

### Жінки (U23)
| Дисципліни                | Золото                    | Золото   | Срібло                    | Срібло   | Бронза                    | Бронза   |
| ------------------------- | ------------------------- | -------- | ------------------------- | -------- | ------------------------- | -------- |
| 100 метрів                | Юлія Гаврилюк (Вл)        | 12,33    | Каріна Жучкова (Мк)       | 12,36    | Анастасія Шишняк (См)     | 12,48    |
| 200 метрів                | Анастасія Шишняк (См)     | 24,75    | Каріна Жучкова (Мк)       | 25,31    | Рената Механчук (Лв)      | 25,77    |
| 400 метрів                | Дарина Ставнича (Днп)     | 54,47    | Іванна Аврамчук (Квм)     | 54,65    | Романа Харченко (Лв)      | 58,03    |
| 800 метрів                | Наталія Пироженко (Днц)   | 2.06,32  | Юлія Пікалова (Зп)        | 2.08,20  | Оксана Більчак (Тр)       | 2.08,57  |
| 1500 метрів               | Юлія Мороз (Кв)           | 4.25,01  | Вікторія Шкурко (Кв)      | 4.25,51  | Іванна Остимчук (Лв)      | 4.29,06  |
| 5000 метрів               | Марина Немченко (Хрк)     | 16.38,05 | Ярослава Ястреб (Кв)      | 17.28,16 | Вікторія Шкурко (Кв)      | 17.29,78 |
| 10000 метрів              | Ксенія Пироженко (Квм)    | 38.34,99 | Марія Мазуренко (Кв)      | 39.06,53 | Валентина Кузьома (Квм)   | 46.00,39 |
| 100 метрів з бар'єрами    | Ірина Рофе-Бекетова (Хрк) | 14,29    | Олена Маляренко (Хрк)     | 14,37    | Ганна Нелепа (Днц)        | 15,02    |
| 400 метрів з бар'єрами    | Тетяна Білик (Хрк)        | 1.01,60  | Ірина Бескровна (Пл)      | 1.01,62  | Вікторія Кабушка (Пл)     | 1.01,70  |
| 3000 метрів з перешкодами | Вікторія Федчик (Рв)      | 10.42,56 | Вікторія Дуткевич (Лв)    | 11.23,02 | не вручалась              |          |
| Стрибки у висоту          | Лілія Клінцова (Хрк)      | 1,85 м   | Христина Стефанишина (Тр) | 1,75 м   | Анастасія Матвійок (Лв)   | 1,70 м   |
| Стрибки з жердиною        | Юлія Козуб (Мк)           | 3,70 м   | Ольга Лапузова (Хрк)      | 3,10 м   | не вручалась              |          |
| Стрибки у довжину         | Оксана Мартинова (Хрк)    | 6,07 м   | Ольга Корсун (Пл)         | 6,05 м   | Єлизавета Бабій (Зп)      | 5,93 м   |
| Потрійний стрибок         | Катерина Попова (Днц)     | 13,26 м  | Єлизавета Бабій (Зп)      | 13,22 мw | Марія Сіней (Днп)         | 13,21 м  |
| Штовхання ядра            | Юлія Байрак (Днп)         | 14,05 м  | Вікторія Кириленко (Кв)   | 13,96 м  | Ірина Рофе-Бекетова (Хрк) | 13,28 м  |
| Метання диска             | Карина Чередниченко (Днп) | 49,45 м  | Валерія Дейкун (Хрс)      | 45,27 м  | Юлія Байрак (Днп)         | 44,54 м  |
| Метання молота            | Юлія Кисильова (Хрс)      | 64,40 м  | Вікторія Голда (Кв)       | 60,12 м  | Світлана Удод (Квм)       | 48,60 м  |
| Метання списа             | Василина Бєлова (ІФ)      | 46,19 м  | Анастасія Іванова (Днп)   | 42,12 м  | Поліна Шапочка (Зп)       | 41,29 м  |

## Зимовий чемпіонат України з легкоатлетичних метань (U23)
Зимовий чемпіонат України з легкоатлетичних метань серед молоді відбувся 16-18 лютого в Мукачеві на стадіонах Спортивно-оздоровчого комплексу «Харчовик» та ДЮСШ.

### Чоловіки (U23)
| Дисципліни     | Золото                     | Золото  | Срібло                 | Срібло  | Бронза                    | Бронза  |
| -------------- | -------------------------- | ------- | ---------------------- | ------- | ------------------------- | ------- |
| Метання диска  | Іван Поваляшко (См)        | 53,68 м | Руслан Валітов (Днп)   | 53,19 м | Владислав Подавалов (Хрк) | 50,71 м |
| Метання молота | Володимир Мисливчук (Рв)   | 71,27 м | Михайло Кохан (Днп)    | 70,02 м | Гліб Піскунов (Хрс)       | 69,27 м |
| Метання списа  | Олександр Козубський (Квм) | 73,18 м | Матвій Крутієнко (Квм) | 72,09 м | Едуард Куриленко (Хрк)    | 63,66 м |

### Жінки (U23)
| Дисципліни     | Золото                    | Золото  | Срібло                  | Срібло  | Бронза               | Бронза  |
| -------------- | ------------------------- | ------- | ----------------------- | ------- | -------------------- | ------- |
| Метання диска  | Карина Чередниченко (Днп) | 49,27 м | Анна Дунаєвська (Хрк)   | 44,40 м | Людмила Гулай (Хм)   | 34,47 м |
| Метання молота | Вікторія Сахно (Кв)       | 63,02 м | Юлія Кисильова (Хрс)    | 61,57 м | Вікторія Голда (Квм) | 57,71 м |
| Метання списа  | Василина Бєлова (ІФ)      | 46,02 м | Анастасія Іванова (Днп) | 41,42 м | Поліна Шапочка (Зп)  | 38,27 м |

## Зимовий чемпіонат України зі спортивної ходьби
Зимовий чемпіонат України зі спортивної ходьби серед молоді відбувся 10-11 березня в Луцьку на шосейній трасі, прокладеній проспектом Волі. Змагання у жінок на дистанції 35 км проводились вперше в історії українських чемпіонатів.

### Чоловіки (U23)
На дистанції 35 км Степан Пасічний був єдиним учасником серед молоді, внаслідок чого срібна та бронзова медалі не вручались.
| Дисципліни   | Золото               | Золото  | Срібло                | Срібло  | Бронза            | Бронза  |
| ------------ | -------------------- | ------- | --------------------- | ------- | ----------------- | ------- |
| Ходьба 20 км | Віктор Шумік (Вл)    | 1:22.57 | Едуард Забуженко (Кв) | 1:23.14 | Олег Свистун (См) | 1:26.28 |
| Ходьба 35 км | Степан Пасічний (ІФ) | 2:58.27 | не вручалась          |         | не вручалась      |         |

### Жінки (U23)
На дистанції 35 км не було вручено жодної медалі, оскільки всі учасниці змагань серед молоді (загалом — 4) не дістались фінішу (DNF).
| Дисципліни   | Золото               | Золото  | Срібло          | Срібло  | Бронза            | Бронза  |
| ------------ | -------------------- | ------- | --------------- | ------- | ----------------- | ------- |
| Ходьба 20 км | Дар'я Хусаїнова (Жт) | 1:42.10 | Юлія Балим (См) | 1:44.06 | Ганна Шевчук (ІФ) | 1:47.19 |
| Ходьба 35 км | не вручалась         |         | не вручалась    |         | не вручалась      |         |

## Чемпіонат України з напівмарафону (U23)
Чемпіонат України з напівмарафону серед молоді був проведений 6 травня в Ковелі в межах традиційного Ковельського міжнародного пробігу. Молоді атлети визначали переможця в одному забігу з дорослими.

### Чоловіки (U23)
| Дисципліна   | Золото            | Золото  | Срібло            | Срібло  | Бронза          | Бронза  |
| ------------ | ----------------- | ------- | ----------------- | ------- | --------------- | ------- |
| Напівмарафон | Віталій Івах (См) | 1:10.06 | Тарас Чукань (Хм) | 1:10.54 | Олег Цибін (Од) | 1:15.44 |

### Жінки (U23)
| Дисципліна   | Золото               | Золото  | Срібло            | Срібло  | Бронза                   | Бронза  |
| ------------ | -------------------- | ------- | ----------------- | ------- | ------------------------ | ------- |
| Напівмарафон | Вікторія Федчик (Рв) | 1:28.03 | Тетяна Фесун (Лв) | 1:35.27 | Вікторія Пчелінцева (ІФ) | 1:41.12 |

## Чемпіонат України з гірського бігу (вгору-вниз) (U23)
Чемпіонат України з гірського бігу серед молоді (вгору-вниз) відбувся 27 травня в Яремче.

### Чоловіки (U23)
| Дистанція | Золото            | Золото | Срібло             | Срібло  | Бронза               | Бронза  |
| --------- | ----------------- | ------ | ------------------ | ------- | -------------------- | ------- |
| 12 км     | Віталій Івах (См) | 56.58  | Ігор Панченко (См) | 1:02.24 | Степан Пасічний (ІФ) | 1:03.30 |

### Жінки (U23)
| Дистанція | Золото           | Золото | Срібло               | Срібло | Бронза                          | Бронза |
| --------- | ---------------- | ------ | -------------------- | ------ | ------------------------------- | ------ |
| 8 км      | Яна Нагорна (См) | 46.21  | Вікторія Федчик (Рв) | 46.47  | Наталія Расчупкіна (Шозда) (Зк) | 52.48  |

## Чемпіонат України з гірського бігу (вгору) (U23)
Чемпіонат України з гірського бігу серед молоді (вгору) відбувся 16 червня у Воловці. Жінки та чоловіки змагались на дистанції 12 км з підйомом висоти 1200 м.

### Чоловіки (U23)
| Дистанція | Золото            | Золото  | Срібло             | Срібло  | Бронза             | Бронза  |
| --------- | ----------------- | ------- | ------------------ | ------- | ------------------ | ------- |
| 12 км     | Віталій Івах (См) | 1:06.14 | Євген Семенов (См) | 1:11.53 | Ігор Панченко (См) | 1:12.43 |

### Жінки (U23)
| Дистанція | Золото           | Золото  | Срібло            | Срібло  | Бронза             | Бронза  |
| --------- | ---------------- | ------- | ----------------- | ------- | ------------------ | ------- |
| 12 км     | Яна Нагорна (См) | 1:18.39 | Марія Радько (См) | 1:38.03 | Діана Гостєва (Мк) | 1:55.36 |

## Чемпіонат України зі спортивної ходьби на 20 км (U23)
Чемпіонат України зі спортивної ходьби на 20 кілометрів серед молоді відбувся 16 червня в Сумах на шосейній кільцевій трасі (довжина кола 1 км), прокладеній проспектом Шевченка.

### Чоловіки (U23)
| Дисципліна   | Золото                | Золото  | Срібло            | Срібло  | Бронза             | Бронза  |
| ------------ | --------------------- | ------- | ----------------- | ------- | ------------------ | ------- |
| Ходьба 20 км | Едуард Забуженко (Кв) | 1:23.51 | Олег Свистун (См) | 1:25.20 | Андрій Марчук (Вл) | 1:27.10 |

### Жінки (U23)
| Дисципліна   | Золото          | Золото  | Срібло               | Срібло  | Бронза            | Бронза  |
| ------------ | --------------- | ------- | -------------------- | ------- | ----------------- | ------- |
| Ходьба 20 км | Юлія Балим (См) | 1:44.46 | Дар'я Хусаінова (Жт) | 1:46.10 | Юлія Сологуб (ІФ) | 1:46.15 |

## Чемпіонат України з легкоатлетичних багатоборств (U23)
Чемпіонат України з легкоатлетичних багатоборств серед молоді відбувся 25-26 червня в Кропивницькому на стадіоні «Зірка».

### Чоловіки (U23)
| Дисципліна    | Золото              | Золото    | Срібло            | Срібло    | Бронза              | Бронза    |
| ------------- | ------------------- | --------- | ----------------- | --------- | ------------------- | --------- |
| Десятиборство | Ярослав Богдан (Кв) | 6948 очок | Іван Романяк (Лв) | 5783 очки | Віталій Житник (Кв) | 5674 очки |

### Жінки (U23)
| Дисципліна  | Золото                    | Золото    | Срібло             | Срібло    | Бронза             | Бронза    |
| ----------- | ------------------------- | --------- | ------------------ | --------- | ------------------ | --------- |
| Семиборство | Ірина Рофе-Бекетова (Хрк) | 5677 очок | Ганна Нелепа (Днц) | 5083 очки | Тетяна Білик (Хрк) | 4890 очок |

## Чемпіонат України з бігу на 10 км (U23)
Чемпіонат України з бігу на 10 кілометрів серед молоді відбувся 16 вересня у Львові у рамках всеукраїнських змагань «Львівська десятка».

### Чоловіки (U23)
| Дисципліна    | Золото            | Золото | Срібло                   | Срібло | Бронза             | Бронза |
| ------------- | ----------------- | ------ | ------------------------ | ------ | ------------------ | ------ |
| 10 кілометрів | Тарас Чукань (Хм) | 32.18  | Андрій Краковецький (Вн) | 32.29  | Роман Зозуля (Квм) | 32.42  |

### Жінки (U23)
| Дисципліна    | Золото               | Золото | Срібло               | Срібло | Бронза               | Бронза |
| ------------- | -------------------- | ------ | -------------------- | ------ | -------------------- | ------ |
| 10 кілометрів | Марія Мазуренко (Кв) | 36.07  | Вікторія Шкурко (Кв) | 36.15  | Ярослава Ястреб (Кв) | 37.52  |

## Чемпіонат України з марафону (U23)
Чемпіонат України з марафонського бігу серед молоді відбувся 16 вересня у Дніпрі у рамках шосейного старту «ATB Dnipro Marathon». Атлети долали дистанцію за досить комфортної погоди: у місті зранку було дещо похмуро та прохолодно, а легкий вітерець більше відчувався на набережній. Після першої половини дистанції почав накрапати і поступово посилюватися дощик, проте і він не зіпсував бігу лідерам..
У жінок срібна та бронзова нагороди не вручались через те, що в заліку серед молоді була лише одна спортсменка.

### Чоловіки (U23)
| Дисципліна | Золото             | Золото  | Срібло            | Срібло  | Бронза               | Бронза  |
| ---------- | ------------------ | ------- | ----------------- | ------- | -------------------- | ------- |
| Марафон    | Ігор Панченко (См) | 2:39.08 | Віталій Івах (См) | 2:45.32 | Максим Самсонов (См) | 3:05.12 |

### Жінки (U23)
| Дисципліна | Золото           | Золото  | Срібло       | Срібло | Бронза       | Бронза |
| ---------- | ---------------- | ------- | ------------ | ------ | ------------ | ------ |
| Марафон    | Юлія Кушка (Днп) | 4:34.38 | не вручалась |        | не вручалась |        |

## Чемпіонат України з естафетного бігу (U23)
Чемпіонат України з естафетного бігу серед молоді відбувся 22-23 вересня у Черкасах на Центральному стадіоні.

### Чоловіки (U23)
| Дисципліна   | Золото                                                                              | Золото  | Срібло                                                                                               | Срібло  | Бронза                                                                                 | Бронза  |
| ------------ | ----------------------------------------------------------------------------------- | ------- | --- | ------- | -------------------------------------------------------------------------------------- | ------- |
| 4х100 метрів | Черкаська область Богдан Щибря Олег Люшенко Антон Бакатнюк Олександр Зобенко        | 42,78   | Дніпропетровська область Олександр Забогонський Олексій Репешко Владислав Каряка Станіслав Коваленко | 43,26   | Миколаївська область Павло Ковпак Іван Ахмедов Андрій Товт Святослав Чорний (Басов)    | 44,06   |
| 4х400 метрів | Сумська область Федір Савостян Ярослав Демченко Костянтин Ожійов Михайло Тютюнников | 3.20,95 | Миколаївська область Андрій Черевик Павло Ковпак Андрій Товт Святослав Чорний (Басов)                | 3.27,35 | Житомирська область Дмитро Панцюк Михайло Петракович Олексій Кухарчук В'ячеслав Шульга | 3.29,21 |
| 4х800 метрів | Вінницька область Андрій Ковальчук Павло Майструк Олег Коменчук Олександр Вуйко     | 8.05,43 | Донецька область Олександр Сосновенко Даніїл Шаповалов Віктор Некрасов Микола Овсянников             | 8.20,29 | Миколаївська область Микола Якименко Богдан Кондрашов Едуард Шадманов Віктор Федюк     | 8.25,18 |

### Жінки (U23)
| Дисципліна   | Золото                                                                             | Золото  | Срібло                                                                                   | Срібло   | Бронза                                                                              | Бронза   |
| ------------ | ---------------------------------------------------------------------------------- | ------- | ---------------------------------------------------------------------------------------- | -------- | ----------------------------------------------------------------------------------- | -------- |
| 4х100 метрів | Волинська область Юлія Гаврилюк Олександра Хомилюк Антоніна Черняк Іванна Саковець | 49,02   | Миколаївська область Каріна Жучкова Катерина Неделіковська Поліна Гаценко Каріна Малкова | 49,86    | Львівська область Романа Харченко Рената Механчук Іванна Остимчук Іванна Голуб      | 50,49    |
| 4х400 метрів | Львівська область Романа Харченко Іванна Остимчук Рената Механчук Мар'яна Шостак   | 3.56,03 | Сумська область Анастасія Шишняк Олена Галак Анна Цибульник Євгенія Мучарова             | 4.05,12  | Донецька область Валентина Демченко Катерина Коваль Олена Радюк Наталя Пироженко    | 4.14,16  |
| 4х800 метрів | Харківська область Юлія Соколова Марина Курочкіна Алла Ковальова Анастасія Рилова  | 9.54,21 | Сумська область Катерина Осаулець Ірина Коваль Катерина Гунько Оксана Кортикова          | 10.10,48 | Миколаївська область Анна Кузьменко Діана Фільжак Анастасія Тимошенко Ганна Мельник | 10.24,10 |

### Змішана дисципліна (U23)
| Дисципліна   | Золото                                                                                | Золото  | Срібло                                                                                   | Срібло  | Бронза                                                                                       | Бронза  |
| ------------ | ------------------------------------------------------------------------------------- | ------- | ---------------------------------------------------------------------------------------- | ------- | -------------------------------------------------------------------------------------------- | ------- |
| 4х400 метрів | Сумська область Анастасія Шишняк Євгенія Мучарова Ярослав Демченко Михайло Тютюнников | 3.34,22 | Миколаївська область Каріна Малкова Каріна Жучкова Павло Ковпак Святослав Чорний (Басов) | 3.46,42 | Черкаська область Олександр Агапов Валентина Михайлик Вікторія Коваленко Владислав Коваленко | 3.54,94 |

## Чемпіонат України з бігу на 1 милю (U23)
Чемпіонат України з бігу на 1 милю серед молоді відбувся 30 вересня у Чернівцях на шосейній трасі, прокладеній центральною частиною міста.

### Чоловіки (U23)
| Дисципліна | Золото                | Золото | Срібло               | Срібло | Бронза              | Бронза |
| ---------- | --------------------- | ------ | -------------------- | ------ | ------------------- | ------ |
| 1 миля     | Орест Малованюк (Чрв) | 4.50   | Ярослав Базалій (Кв) | 4.55   | Артем Бандурка (Пл) | 5.01   |

### Жінки (U23)
| Дисципліна | Золото          | Золото | Срібло                      | Срібло | Бронза            | Бронза |
| ---------- | --------------- | ------ | --------------------------- | ------ | ----------------- | ------ |
| 1 миля     | Юлія Мороз (Кв) | 5.27   | Валентина Соколовська (Чрв) | 6.41   | Любов Рудик (Чрв) | 7.44   |

## Чемпіонат України зі спортивної ходьби на 50 км (U23)
Чемпіонат України зі спортивної ходьби на 50 кілометрів серед молоді відбувся 20 жовтня в Івано-Франківську на шосейній трасі, прокладеній центральною частиною міста.

### Чоловіки (U23)
| Дисципліна   | Золото               | Золото     | Срібло                   | Срібло     | Бронза               | Бронза     |
| ------------ | -------------------- | ---------- | ------------------------ | ---------- | -------------------- | ---------- |
| Ходьба 50 км | Степан Пасічний (ІФ) | 4:17.04 PB | Андрій Красновський (ІФ) | 4:22.04 PB | Антон Кравченко (См) | 4:44.39 PB |

### Жінки (U23)
| Дисципліна   | Золото           | Золото     | Срібло       | Срібло | Бронза       | Бронза |
| ------------ | ---------------- | ---------- | ------------ | ------ | ------------ | ------ |
| Ходьба 50 км | Юлія Кушка (Днп) | 5:13.20 PB | не вручалась |        | не вручалась |        |

## Чемпіонат України з кросу (U23)
Чемпіонат України з легкоатлетичного кросу відбувся 26-27 жовтня в Івано-Франківську.

### Чоловіки (U23)
| Дистанція | Золото                 | Золото | Срібло                  | Срібло | Бронза              | Бронза |
| --------- | ---------------------- | ------ | ----------------------- | ------ | ------------------- | ------ |
| 2 км      | Владислав Фінчук (Квм) | 6.52   | Андрій Аліксійчук (Днц) | 6.56   | Олег Коменчук (Вн)  | 7.00   |
| 8 км      | Сергій Шевченко (Квм)  | 30.24  | Андрій Аліксійчук (Днц) | 30.38  | Артем Алфімов (Днц) | 30.56  |

### Жінки (U23)
| Дистанція | Золото             | Золото | Срібло                | Срібло | Бронза                | Бронза |
| --------- | ------------------ | ------ | --------------------- | ------ | --------------------- | ------ |
| 2 км      | Ганна Жмурко (Чрн) | 8.05   | Вікторія Федчик (Рв)  | 8.13   | Марина Немченко (Хрк) | 8.15   |
| 6 км      | Юлія Мороз (Кв)    | 26.14  | Марина Немченко (Хрк) | 26.36  | Вікторія Федчик (Рв)  | 26.37  |